# 乔纳森·曼恩 (世界卫生组织官员)
喬納森·馬克斯·曼恩（英語：Jonathan Max Mann，1947年7月30日—1998年9月2日），美國醫師、學者，曾任職於世界衛生組織。他在1980年代率先開展了早期艾滋病研究，並為學術界首位連結健康與人權理論並應用於公共衛生實務的學者。

## 逝世與紀念
1998年9月2日，曼恩與其第二任妻子，艾滋病研究人員瑪麗·盧·克萊門茨-曼恩於前往瑞士日內瓦的WHO以及UNAIDS準備進行研究工作途中，因乘坐的瑞士航空111號班機發生空難而逝世。
在回顧健康與人權文獻時，多數的研究者都會在文章初始提及曼恩及其貢獻。喬納森·曼恩全球健康和人權獎（Jonathan Mann Award for Global Health and Human Rights）以他的名字命名，旨在“表彰和榮譽那些致力於促進全球健康和人權的人”。 

## 相關著作
- Gorna, Robin; Mann, Jonathan M. . Cassell. 1996. ISBN 978-0-304-32809-3.
- Mann, Jonathan M.; Gruskin, S; Grodin, MA; Annas, GJ (编). . New York: Routledge. 1999. ISBN 978-0-415-92102-2.
- Mann, Jonathan M.; Tarantola, D. . Oxford University Press. 1996. ISBN 978-0-19-509097-0.